# Gaston Billotte
Gaston Henri Gustave Billotte (Sommeval, 10 febbraio 1875 – Ypres, 23 maggio 1940) è stato un generale francese, comandante del 1º Gruppo di Armate durante la Campagna di Francia del maggio 1940.

## Biografia
Nacque il 10 febbraio 1875 a Sommeval (dipartimento dell'Aube) in una famiglia di origine borgognone figlio del direttore di una scuola pubblica.
Frequenta l'École spéciale militaire de Saint-Cyr, (Promotion d'Alexandre III), da cui uscì nel 1896, assegnato alla fanteria di marina. Con essa presta servizio nel Tonchino e successivamente in Cina. Rientrato in Patria frequenta la Scuola di guerra, corso 1907-1909, e dopo aver conseguito il diploma ritorna nel Tonchino come comandante di battaglione prestandovi servizio tra il 1911 ed il 1913. In quell'anno viene trasferito in Marocco dove presta servizio fino al 1915 in seno al Corpo d'occupazione. Nel corso di quell'anno viene promosso al grado di tenente colonnello, assegnato al Grand Quartier Général (GQG) come capo della sezione operazioni all'estero (Théâtre des Opérations Extérieures). Promosso colonnello nel 1916, viene nominato comandante del 3e bureau del Quartier generale. Nel corso del 1918 assume il comando di un reggimento di fanteria, rimanendo contaminato dall'Iprite presso il Monte Kemmel.
Dopo la fine della prima guerra mondiale, tra l'aprile 1919 ed il dicembre 1920, fa parte della missione militare francese presente in Polonia durante la guerra sovietico-polacca. Promosso generale di brigata nel luglio del 1920, dal febbraio al giugno 1921 comanda la 1ª Brigata di fanteria della Tunisia, appartenente alla subdivisione di Tunisi. Dal giugno 1921 al novembre 1924 presta servizio come comandante della 2ª Divisione del Levante. Tra il 1925 ed il 1926 ritorna in Marocco per partecipare alle operazioni belliche durante la guerra del Rif contro i ribelli del cadì Abd el-Krim. Nell'aprile 1927 viene promosso generale di divisione, destinato alla Stato maggiore delle truppe coloniali. Nel dicembre dello stesso anno assume il comando della 10ª Divisione di fanteria coloniale, per passare poi alla 3ª Divisione di fanteria coloniale nel maggio 1929. Nel 1930 assume il comando delle forze armate francesi presenti in Indocina. Al suo ritorno in patria viene nominato generale d'armata, entrando a far parte del Conseil supérieur de la guerre. Dal febbraio 1936 al dicembre 1937 fu presidente del Comitato consultivo per la difesa delle colonie. Nel febbraio 1937 doveva andare a riposo per raggiunti limiti di età, ma fu mantenuto in attività a causa del deteriorarsi della situazione internazionale. Il 17 novembre dello stesso anno assume la carica di Governatore militare di Parigi.
Il 2 settembre 1939, dopo lo scoppio della seconda guerra mondiale, assume il comando del 1º Gruppo di Armate, la cui competenza si estendeva da Montmédy, sulla Mosa, al Mare del Nord. Nel mese dicembre, dopo la vittoriosa offensiva tedesca in Polonia, redasse un rapporto ai suoi superiori, i generali Maurice Gamelin e Alphonse Georges, sull'impiego delle forze corazzate. Tale relazione, piuttosto dettagliata, metteva in guardia l'alto comando francese sulla tattica di impiego adottata delle forze corazzate tedesche durante la campagna di Polonia. Egli sottolineò che il terreno su cui si era svolta l'offensiva, poco favorevole alla difesa, unito alla scarsita di fortificazioni ed armi anticarro a disposizione della armate polacche, avevano portato alla rapida vittoria della Wehrmacht. Inoltre tracciò un paragone con l'eventuale offensiva tedesca in Belgio, giudicando la situazione simile a quella polacca. Nel suo rapporto indicò correttamente in circa 2 000 i carri armati a disposizione delle forze tedesche e disse che: numériquement et techniquement, notre supériorité sur les cinq divisions blindées allemandes ne fait pas de doute. Mais que, tactiquement ce n'est pas vrai puisque nous n'avons que trois divisions mécanisées à leur opposer.
Durante la battaglia di Francia diresse il corretto svolgimento del piano Dyle, condotto dalla Ie, VIIe e IXe Armée a partire dal 10 maggio 1940. La manovra non ebbe successo, l'attacco tedesco nel Belgio si rivelò una finta, mentre le forze corazzate tedesche, passando per la foresta delle Ardenne, ruppero il fronte francese a Sedan, nel punto di giunzione tra la IXe Armée del generale André Corap e la IIe del generale Charles Huntziger. Il giorno 12 assunse il ruolo di coordinamento tra le forze armate francesi, belghe, olandesi ed inglesi operanti sul territorio del Belgio e dell'Olanda. Purtroppo il suo ruolo venne inficiato dalla mancanza di intesa con il re Leopoldo III del Belgio e il comandante della British Expeditionary Force, generale John Gort. Il 14 maggio l'esercito olandese si arrese, e egli diede ordine a tutte le forze alleate di ritirarsi dietro la Schelda.
Tentò di organizzare la difesa, cercando di bloccare l'avanzata della Panzerdivision tedesche verso il mare, ma senza successo. Il 15 maggio avvenne il rapido crollo del settore tenuto dalla IXe Armée di Corap, con conseguente apertura di una enorme falla nel fronte francese. Il suo morale scese al minimo, e il 18 maggio ebbe un incontro con Gort, al termine dichiarò ad un ufficiale inglese: sono distrutto e non posso fare nulla contro questi Panzer. Il 20 maggio il governo inglese, preoccupato per la situazione in Francia, mandò il Capo di Stato Maggiore Generale Imperiale Edmund Ironside ad incontrare Lui e Blanchard. L'incontro fu particolarmente penoso, ed il generale inglese ebbe la sensazione che né egli né Blanchard avessero più il controllo della situazione. Ironside cercò senza successo di scuoterlo arrivando, come scrisse nel suo diario, a prenderlo per il bavero del cappotto militare. I due generali concordarono, nonostante l'opposizione di Gort, di lanciare un contrattacco su Arras nel tentativo di fermare l'avanzata tedesca, impegnando le forze di riserva del B.E.F comandate dal generale Harold Franklyn.
Il 21 maggio partecipò alla conferenza di Ypres, indetta dal nuovo comandante supremo dell'esercito francese, generale Maxime Weygand, e che vedeva anche la partecipazione del re Leopoldo III del Belgio e del generale inglese Lord Gort. Tale riunione aveva lo scopo di riorganizzare le forze alleate lanciando una contemporanea controffensiva da nord e da sud che avrebbe arrestato l'avanzata tedesca sulla Somme. Dopo il termine della riunione, nella notte tra il 21 ed il 22 maggio, mentre stava rientrando al suo comando la macchina che lo trasportava ebbe un incidente stradale dovuto ad un probabile colpo di sonno dell'autista. La vettura tamponò un camion di profughi nel villaggio di Locre (Belgio), nei pressi di Bailleul. Rimasto gravemente ferito, entrò in coma, dal quale non si sarebbe più ripreso. Morì due giorni dopo, il 23 maggio, presso l'ospedale di Ypres. Sulla sua tomba venne scritto Mort pour la France.
Nonostante le sue mancanze la sua morte fu catastrofica per l'alto comando francese, il suo successore designato Henri Giraud venne catturato dai tedeschi poco dopo, ed il nuovo comandante, il generale Blanchard, ignorava del tutto il piano operativo concordato a Ypres.
Suo figlio Pierre-Armand Billotte (1906-1992), fu un generale ed uomo politico francese.

## Pubblicazioni
- L'Épopée coloniale en Afrique occidentale française, Editions E. Malfère, Paris, 1938, in collaborazione con Albert Alfred Louis Duboc.

### Periodici
- Giuseppe Federico Ghergo, L'evoluzione nell'impiego dei mezzi corazzati, 1919-1939, in Storia Militare, n. 232, Parma, Ermanno Albertelli Editore, gennaio 2013,  pp. 36-37.